# Cúpira
Cúpira – miasto w Wenezueli, w stanie Miranda.